# Liste der geschützten Landschaftsbestandteile in Bonn
Die Liste der geschützten Landschaftsbestandteile in Bonn nennt die in der kreisfreien Stadt Bonn in Nordrhein-Westfalen gelegenen geschützten Landschaftsbestandteile.

## Geschützte Landschaftsbestandteile in Bonn
Im Stadtgebiet von Bonn gibt es drei Landschaftspläne. Lediglich im Landschaftsplan Siegmündung ist ein geschützter Landschaftsbestandteil mit einer Fläche von etwa 2,5 ha ausgewiesen.
Im Gebiet der Landschaftspläne Ennert und Kottenforst gibt es keinen geschützten Landschaftsbestandteil.
| Bild           | Nr. | Bezeichnung              | Fläche     | Position                                                  | Schutzzweck | Anmerkungen                                                  |
| -------------- | --- | ------------------------ | ---------- | --------------------------------------------------------- | --- | ------------------------------------------------------------ |
| weitere Bilder | 4.1 | Kiesgrube Vilich-Müldorf | ca. 2,5 ha | Vilich-Müldorf, beiderseits der Bundesgrenzschutzstraße ⊙ | Geschützt ist ein Komplex von aufgelassenen, brachliegenden Kiesgruben. Diese sind teilverfüllt oder verfüllt und zum Teil aufgeforstet. Das Gebiet beherbergte Mitte der 1980er Jahre neben einer außerordentlich großen Kreuzkrötenpopulation auch weitere Tierarten auf der Roten Liste. Das vielfältig kleinstrukturierte Terrain ist wertvoller Lebensraum für Amphibien, Reptilien, Heuschrecken und andere Insekten. Als Pflegemaßnahme ist das regelmäßige Offenhalten freier Landflächen vorgegeben. | 2016 wurden keine Kreuz- oder Wechselkröten mehr vorgefunden |